# Ямасина (Киото)
Ямасина (яп. 山科区 [jamaɕina ku]) — район города Киото префектуры Киото в Японии. По состоянию на 1 июля 2012 года население района составило 135 390 человек, плотность населения — 4700 чел / км ².

## Название
Название происходит от местности Ямасина, располагавшейся к востоку от средневекового Киото.

## История
- 1 апреля 1889 — образовано село Ямасина уезда Удзи.
- 16 октября 1926 — образована деревня Ямасина путём повышения статуса села Ямасина.
- 1 апреля 1931 — деревня Ямасина вошла в состав района Хигасияма города Киото.
- 1 октября 1976 — район Ямасина вышел из состава района Хигасияма.

## Достопримечательности
- Гробница Императора Тэндзи
- Храм Бисямона